# Baltic Speedway League
Baltic Speedway League – organizowana od 2018 roku seria żużlowych rozgrywek parowych i indywidualnych, w której biorą udział kluby z krajów nadbałtyckich: Estonia, Finlandia, Łotwa i Rosja. W pierwszej edycji cyklu wziął udział także klub z Ukrainy – MIR Równe.

## Historia
Rozgrywki o nazwie Trofeum Krajów Bałtyckich i Puchar Bałtyku organizowane były także w latach 1992–1993 i uczestniczyły w nich reprezentacje Sankt Petersburga, Białorusi (Witebsk), Estonii, Łotwy i Ukrainy.
Współczesne zmagania zainaugurowano w 2018 w celu zwiększenia możliwości rywalizacji odradzających się ośrodków żużlowych w Estonii i na Łotwie, do rozgrywek przystąpił także fiński Ankkurit Varkaus, który wystawił w zmaganiach dwie drużyny oraz rosyjska Newa Sankt Petersburg i ukraiński MIR Równe. Każda z drużyn była organizatorem jednej z rund zawodów, nieposiadająca własnego toru Newa zawody przeprowadziła na ryskim torze Biķernieki. Zwycięzcą cyklu zawodów par okazała się drużyna Jauniba Dyneburg. Rozegrano również indywidualne mistrzostwa ligi które na torze w Varkaus wygrał Antti Vuolas.

## Kluby uczestniczące w rozgrywkach
Uczestnicy rozgrywek w 2020
- 360 Motorsport Tallinn – tor żużlowy w Tabasalu
- Ankkurit Varkaus
- Kojootit Haapajärvi
- Jauniba Dyneburg
- Auseklis Ryga
- Newa Sankt Petersburg

Uczestnicy poprzednich edycji
- J&U Speedway Racing Team  – tor żużlowy w Kohtla-Nõmme (2018, 2019)
- MIR Równe (2018)

## Medaliści
Turnieje parowe
| Rok  | Złoto            | Srebro           | Brąz             | Źr.   |
| ---- | ---------------- | ---------------- | ---------------- | ----- |
| 2018 | Jauniba Dyneburg | VRT Ankkurit 2   | VRT Ankkurit 1   |       |
| 2019 | Auseklis Ryga    | Jauniba Dyneburg | HjMk Kototit     | [ 2 ] |
| 2020 | Ankkurit Varkaus | Auseklis Ryga    | Jauniba Dyneburg | [ 3 ] |

Indywidualne mistrzostwa ligi bałtyckiej
| Rok  | Złoto          | Srebro              | Brąz                | Źr.   |
| ---- | -------------- | ------------------- | ------------------- | ----- |
| 2018 | Antti Vuolas   | Daniils Kolodinskis | Ernests Matjušonoks | [ 4 ] |
| 2019 | Jesse Mustonen | Nikita Zubariew     | Antti Vuolas        | [ 5 ] |

Turnieje indywidualne 125cc
| Rok  | Złoto             | Srebro    | Brąz       | Źr.   |
| ---- | ----------------- | --------- | ---------- | ----- |
| 2020 | Frido Ving Viidas | Otto Raak | Silvar Avi | [ 6 ] |